# Typhlocyba alabamaensis
Typhlocyba alabamaensis är en insektsart som beskrevs av Erhard Christian 1953. Typhlocyba alabamaensis ingår i släktet Typhlocyba och familjen dvärgstritar.
Artens utbredningsområde är Alabama. Inga underarter finns listade i Catalogue of Life.